# Animal ДжаZ
«Animal ДжаЗ» — петербурзький рок-гурт, що утворився у 2000 році.
Спрямованість на змішання стилів відбивається в назві команди, оскільки одне зі значень слова «jazz» в англійській інтерпретації — «суєта», «сумбур».
Самі музиканти називають свою стилістику «важкою гітарною еклектикою».

## Історія
Днем народження групи вважається 22 грудня 2000 року.
Група записала 8 електричних альбомів, 4 акустичних, 16 синглів та 4 DVD, неодноразово брала участь у фестивалях «Максідром», «Навала», «Нашвілл», «Крило», «СКІФ», «Мегахаус», «Кубан», виступала перед групами Rollins Band, Garbage, Clawfinger, The Rasmus, Red Hot Chilli Peppers, The Vaccines, Linkin Park.
2006 року музиканти записали саундтрек до фільму «Графіті» (режисер Ігор Апасян). Прем'єра фільму пройшла з аншлагом в рамках XIX Міжнародного кінофестивалю в Токіо. Також пісні «Animal ДжаZ» використовуються в різних серіалах на російських телеканалах («Маргоша», «Панове офіцери», «Любов не шоу-бізнес» тощо)
У колекції групи 24 офіційних відеокліпи.

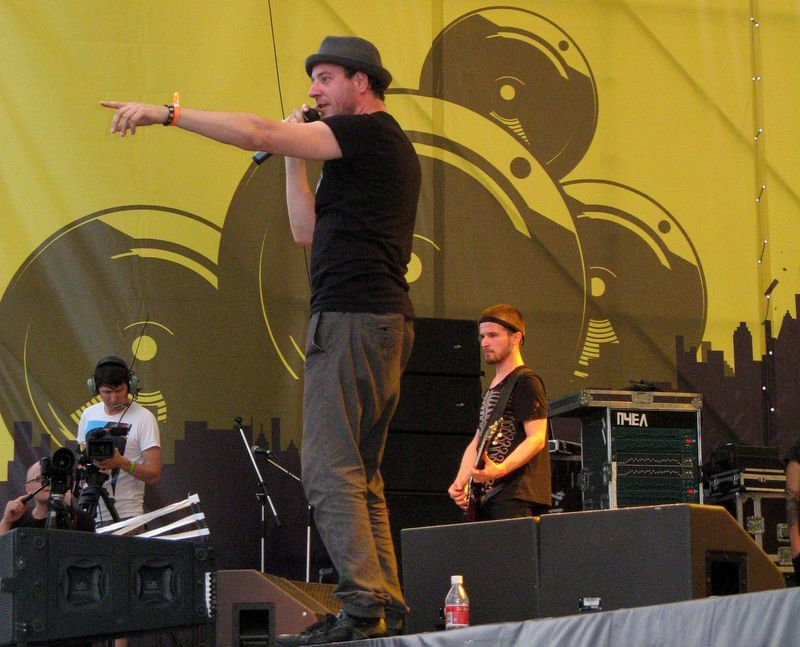
На фестивалі «Rock-Line-2012»

21 жовтня 2007 року група представила публіці акустичний альбом під назвою «1:0 на користь осені». Це перша акустика «Animal ДжаZ», записана в повному складі.
13 березня 2009 року група презентувала свій новий альбом «Эгоист» у Палаці спорту «Лужники». Далі група представляла альбом у клубах — 15 березня 2009 року у Києві у клубі «Бінго», а 20 березня 2009 року — в Санкт-Петербурзі, в «ГлавClub»'і.
2009 року «Animal ДжаZ», спільно з Владі з групи «Каста», записала трек «Можно всё». Кліп на цю пісню ротувався на багатьох телеканалах і входив до хіт-параду «Російська десятка» на MTV-Russia.
Далі «Animal ДжаZ» вирушили в тур по містах Росії та СНД в рамках «ЕГОЇСТичного туру».
25 березня 2011 року на лейблі «КапКан рекордс» (у співпраці з фірмою «Soyuz Music») група випустила свій шостий альбом під назвою «Animal ДжаZ». Альбом вийшов обмеженим тиражем, у вигляді книги з постером групи і текстами пісень. Кожен диск пронумерований.
В червні 2012 року музиканти взяли участь у першому рок-фестивалі «Острів» (Архангельськ).
1 та 2 червня 2014 року, група виступала «на розігріві» перед концертами Linkin Park у Росії. 1 червня шоу відбулося в Санкт-Петербурзі (Стадіон «Петровський»). 2 червня шоу відбулося в Москві (стадіон «Олімпійський»).
16 березня 2015 року побачив світ восьмий студійний альбом Animal ДжаZ — «Хранитель весны». Гроші на запис альбому були зібрані за допомогою краудфандингу, причому щоб досягти заявленої суми знадобилося всього 4 дні
15 березня 2017 року вийшов кліп «Здесь и сейчас». У зйомках взяли участь підопічні благодійного фонду Адвіта .
19 березня 2017 року група випустила мініальбом під назвою «Любовь к полётам». Платівка складається з двох треків («Питер» и «Любовь к полётам»). Трек «Любовь к полётам» отримав місце в хіт-параді «Чартова дюжина». 13 вересня вийшов сингл «Счастье», також потрапив до Чартової дюжини.
17 листопада відбувся реліз компіляції «Шаг Вдох. Трибьют», на якому представлені пісні з альбому «Шаг Вдох» у виконанні інших музикантів. Вихід альбому, приурочений до 10-річчя «Шаг Вдох», був попередній двома синглами, на один з яких був знятий кліп.
8 березня 2018 року вийшов кліп «Счастье». Реліз однойменного альбому відбувся 30 березня 2018 року.
13 липня 2018 року вийшов спільний реліз з реп-виконавцем Децлом акустичний альбом «Acoustic», в якому представили нові акустичні версії легендарних пісень Децла — «Пятниця», «Кто ты», «Вечеринка», в альбомі так само були представлені сучасні творів Децла. У записі платівки також взяли участь Bender (ПТВП) & DJ Worm.
Напередодні презентації нового альбому, група вирішила розбурхати своїх шанувальників і всі учасники по черзі заявили про відхід з колективу. У підсумку, це все виявилося не більше ніж першоквітневим жартом, але багато слухачів повірили в це. Музиканти спростували всі заяви і запросили всіх на свої концерти.
У березні 2019 року Animal ДжаZ представили кліп на пісню «Чувства», в якому знялися багато відомих акторів і музикантів. Режисером кліпу виступив Женя Тірштайн, який неодноразово працював з групою.
30 листопада 2019 року група випустила десятий електричний альбом «Время любить», який відразу вийшов на 1-е місце в російському iTunes. Як бонус-трек до альбому була включена пісня «Чувства», виконана спільно з українським гуртом O.Torvald. У грудні альбом «Время любить» було номіновано на премію Чартова Дюжина 2020 як «Найкращий альбом».
30 березня 2020 Animal ДжаZ випустили сингл «Космонавти», а вже 1 квітня — кліп на цю пісню. Режисером кліпу став сам Олександр Красовицький. Пісня алегорично розповідає про те, «кому на Русі реально належить корона, і хто на Русі насправді є вірусом».
1 червня 2020 року побачив світ кліп на баладу-антиутопію «О хлебе и воде», знятий за допомогою шанувальників. 22 травня група попросила шанувальників в соціальних мережах надіслати для нового кліпу 30-секундні відео із затемненим обличчям на тлі вікна. І за три дні надіслали близько 1000 відеозаписів з різних куточків Землі.
26 червня 2020 року Animal ДжаZ представили свою версію пісні ДДТ «Предчувствие гражданской войны». Олександр Красовицький про триб'ют: «це одна з тих пісень, які не втратили актуальності за 30 з гаком років існування. Сумне передчуття, винесене в заголовок пісні, особисто у мене лише посилилося. Шевчук майстер опуклих образів, великий поет. Але дуже сумно, що те, що він співав тоді про Росію, то страждання, жваво і зараз. Ми взяли за основу гітарного рифу соло партію синтезатора з оригіналу. І додали злегка нюметалічного та постгранджевого звучання.»
У жовтні 2020 року групу з особистих причин покинув Ігор Булигін.
5 травня 2021 Animal ДжаZ випустили акустичну версію альбому «Время любить». Олександр Красовицький про альбом: «Ми записали всі пісні одним дублем наживо. 2020 року слово „Наживо“ набуло для музикантів майже сакрального змісту, тому що якраз „живого", концертного виконання стало менше в рази через локдауни. А у когось не стало і зовсім. Так що ми таким чином ніби заповнили частково свою особисту порожнечу. Коли я слухаю ці пісні, написані за рік-півроку до пандемії, я бачу, як змінився сенс багатьох з них. Наприклад „Выстрелишь“ — це просто пісня про цей чортовий 2020-м, хоча спочатку була зовсім про інше…»

## Учасники

### Поточні учасники

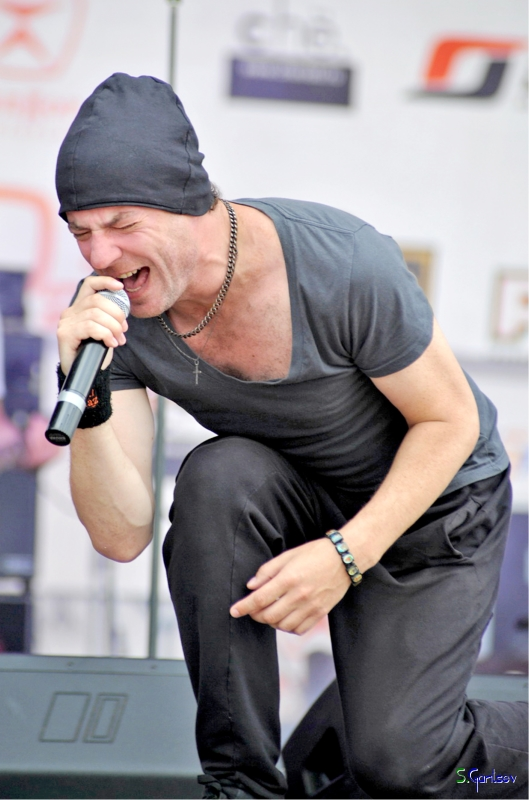
Олександр «Михалич» Красовицький

- Олександр «Михалич» Красовицький (2000 — дотепер) — вокал
- Євген «Джонсон» Ряховський (2000 —дотепер) — гітара, бек-вокал
- Олександр Заранкін (2007 — дотепер) — клавішний
- Сергій Ківін (2008 — дотепер) — барабан
- Андрій Архипов (2020 — дотепер) — бас-гітара
- Руслан Тимонін — технік
- Юрій Смирнов — звукорежисер

### Колишні учасники
- Сергій Єгоров (2000—2004) — барабанщик
- Борис Голодець (2000—2004) — клавішник
- Станіслав Гаврилов (2004—2005) — клавішник
- Андрій Казаченко (2005—2007) — клавішник
- Ян Лемський (2004—2008) — барабанщик
- Геннадій Мікрюков (2006—2012) — директор
- Інокентій Мінєєв (2013—2013) — директор
- Ігор «BOEHPYK» Булигін (2000—2020) — басист

## Дискографія

### Номерні альбоми
- 2002 — Animalізм
- 2004 — Стереолюбовь
- 2004 — Как люди
- 2007 — Шаг Вдох
- 2009 — Эгоист
- 2011 — Animal ДжаZ
- 2013 — Фаза быстрого сна
- 2015 — Хранитель весны
- 2018 — Счастье
- 2019 — Время любить

### Акустичні альбоми
- 2005 — Unplugged
- 2006 — Unplugged II: раритети
- 2007 — 1:0 в пользу осени
- 2016 — AZXV: Акустика
- 2018 — «Acoustic» спільно з Децлом
- 2021 — Время любить

### Сингли
- 2002 — Антракт
- 2003 — 15
- 2003 — Если дышишь
- 2003 — Болеро для Марлен Дитрих
- 2006 — Шаг Вдох
- 2008 — Я
- 2010 — 2010
- 2012 — 2012
- 2012 — Живи (с МакSим)
- 2013 — Паук
- 2013 — Анамнез
- 2014 — Дыши
- 2014 — Здесь и сейчас
- 2014 — Все Пройдет
- 2016 — Не твоя смерть
- 2017 — Любовь к полётам
- 2017 — Счастье
- 2017 — Двое (с Anacondaz)
- 2017 — Три полоски (с Alai Oli)
- 2019 — Чувства
- 2020 — Космонавты
- 2020 — О хлебе и воде
- 2021 — Бессимптомно

### Збірники
- 2004 — The Best
- 2005 — Single Collection
- 2015 — AZXV
- 2017 — Шаг Вдох. Трибьют [Архівовано 1 грудня 2017 у Wayback Machine.] Архівна копія від 1 грудня 2017 на Wayback Machine[16]

### Відео
- 2007 — Зверский Джаз (live)
- 2009 — Эгоист
- 2009 — Можно всё: Live in Teleclub (live)
- 2012 — Джаз с «перцем» (live)
- 2018 — Bumble Beezy & Roux feat Animal ДжаZ [Архівовано 11 січня 2020 у Wayback Machine.]

### Відеокліпи
- 2004 — Стереолюбовь (Реж.: Максим Парамонов)
- 2006 — Шаг Вдох
- 2007 — Три полоски (Реж.: Євген Казаков)
- 2007 — 1:0 в пользу осени (Реж.: Ванич)
- 2008 — Я
- 2009 — Эгоист
- 2009 — Можно всё
- 2009 — Сами (Реж.: О. Петров, О. Красовицький)
- 2009 — Третий глаз
- 2009 — Новый год 2010
- 2009 — Три полоски (feat. Amatory)
- 2010—2010 (Реж.: О. Петров)
- 2011 — Суббота, 6 утра
- 2012 — Космос
- 2012 — Любовь (Реж.: М. Федосеєва)
- 2012 — Джига
- 2012 — Живи (Реж.: Шатров Вадим Васильович)
- 2013 — Паук (Реж.: Шатров Вадим Васильович)
- 2013 — Анамнез (Реж.: Олександр Красовицький)
- 2014 — Ложь (Реж.: Шатров Вадим Васильович)
- 2014 — Дыши (Реж.: Марина Федосеєва)
- 2015 — Дальше (Реж.: Шатров Вадим Васильович)
- 2015 — Убийца (Реж.: Ельдар Асанов)
- 2017 — Здесь и сейчас (Реж.: Женя Тірштайн)
- 2017 — Двое (з Anacondaz)
- 2018 — Счастье (Реж.: Женя Тірштайн)
- 2019 — Чувства (Реж.: Женя Тірштайн)
- 2020 — Мистика (Реж.: Женя Тірштайн)
- 2020 — Космонавты (Реж.: Олександр Красовицький)
- 2020 — О хлебе и воде
- 2021 — Бессимптомно (Реж.: Женя Тірштайн)

## Примітка
1. ↑  Пресс-релиз группы на официальном сайте
2. ↑  Альбом «Animal ДжаZ» [Архівовано 4 березня 2016 у Wayback Machine.] // Дискография группы на официальном сайте
3. ↑  Новый альбом Animal ДжаZ — «Хранитель Весны». Архів оригіналу за 17 травня 2021. Процитовано 28 травня 2021.
4. ↑  «Я по-прежнему не решил вопросы, которые мужчина решает к 30 годам». Архів оригіналу за 20 квітня 2021. Процитовано 28 травня 2021.
5. ↑  Animal ДжаZ сняли клип с подопечными фонда AdVita. Архів оригіналу за 18 вересня 2020. Процитовано 28 травня 2021.
6. ↑  ANIMAL ДЖАZ. ЕР Любовь к полетам. Архів оригіналу за 28 березня 2017. Процитовано 28 березня 2017. [Архівовано 2017-03-28 у Wayback Machine.]
7. ↑  Альбом «Счастье». iTunes. 30 березня 2018. Архів оригіналу за 28 червня 2018. Процитовано 28 травня 2021.
8. ↑  Animal ДжаZ представили клип на песню «Чувства» — в нем снялись Прусикин, The Hatters и Шевчук. Архів оригіналу за 28 січня 2021. Процитовано 28 травня 2021.
9. ↑  Animal ДжаZ выпустили альбом «Время любить». Архів оригіналу за 17 вересня 2020. Процитовано 28 травня 2021.
10. ↑  Альбом Animal ДжаZ «Время любить» вышел на 1 место в российском iTunes. Архів оригіналу за 15 вересня 2020. Процитовано 28 травня 2021.
11. ↑  13 февраля 2020 года на площадке «ВТБ Арена» прошло вручение ежегодной национальной премии «Чартова Дюжина». Архів оригіналу за 15 вересня 2020. Процитовано 28 травня 2021.
12. ↑  Animal ДжаZ назвали настоящих носителей вируса в России. Архів оригіналу за 20 серпня 2021. Процитовано 28 травня 2021.
13. ↑  Animal ДжаZ выпустили балладу-антиутопию. Архів оригіналу за 29 жовтня 2020. Процитовано 28 травня 2021.
14. ↑  Animal ДжаZ добавили ню-металл и пост-гранж в песню ДДТ. Архів оригіналу за 13 серпня 2020. Процитовано 28 травня 2021.
15. ↑  Animal ДжаZ выпустили акустический альбом «Время любить». Архів оригіналу за 9 травня 2021. Процитовано 28 травня 2021.
16. ↑  Шаг. Вдох: Трибьют (рос.). Архів оригіналу за 1 грудня 2017. Процитовано 22 листопада 2017.